# Hauffenia wienerwaldensis
Hauffenia wienerwaldensis is een slakkensoort uit de familie van de Hydrobiidae. De wetenschappelijke naam van de soort is voor het eerst geldig gepubliceerd in 1992 door Haase.